# Episodi di Strepitose Parkers (seconda stagione)
In America la seconda stagione di Strepitose Parkers, composta da 23 episodi, è andata in onda sul network UPN dal 4 settembre 2000 al 29 giugno 2001.
| nº | Titolo originale          | Titolo italiano | Prima TV USA      | Prima TV Italia |
| -- | ------------------------- | --------------- | ----------------- | --------------- |
| 1  | Wedding Bell Blues        |                 | 4 settembre 2000  |                 |
| 2  | Breaking Up is Hard to Do |                 | 11 settembre 2000 |                 |
| 3  | The Oddest Couple         |                 | 18 settembre 2000 |                 |
| 4  | Reunited                  |                 | 25 settembre 2000 |                 |
| 5  | J.C. Bowl                 |                 | 2 ottobre 2000    |                 |
| 6  | Whassup with Heyyy?       |                 | 9 ottobre 2000    |                 |
| 7  | Scary Kim                 |                 | 30 ottobre 2000   |                 |
| 8  | Election 2000             |                 | 6 novembre 2000   |                 |
| 9  | Heir Today, Gone Tomorrow |                 | 13 novembre 2000  |                 |
| 10 | Turkey Day Blues          |                 | 20 novembre 2000  |                 |
| 11 | Cheers                    |                 | 11 dicembre 2000  |                 |
| 12 | Mama, I Want to Sing      |                 | 15 gennaio 2001   |                 |
| 13 | Field of Dreams           |                 | 5 febbraio 2001   |                 |
| 14 | Blind Date Mistake        |                 | 12 febbraio 2001  |                 |
| 15 | Who's Your Mama?          |                 | 19 febbraio 2001  |                 |
| 16 | Hands Off, Grandma        |                 | 26 febbraio 2001  |                 |
| 17 | Single Black Female       |                 | 5 marzo 2001      |                 |
| 18 | Kim Who?                  |                 | 12 marzo 2001     |                 |
| 19 | In Sickness and in Health |                 | 19 marzo 2001     |                 |
| 20 | Et tu, Andell?            |                 | 30 aprile 2001    |                 |
| 21 | Love and Hisses           |                 | 7 maggio 2001     |                 |
| 22 | Love the One You're With  |                 | 14 maggio 2001    |                 |
| 23 | Fighting Kim              |                 | 29 giugno 2001    |                 |